# Galaxias depressiceps
Galaxias depressiceps is een straalvinnige vissensoort uit de familie van de snoekforellen (Galaxiidae). De wetenschappelijke naam van de soort is voor het eerst geldig gepubliceerd in 1996 door McDowall & Wallis.